# C/2019 T5 (ATLAS)
C/2019 T5 (ATLAS) est une comète à courte période du système solaire. Sa trajectoire est relativement inclinée et excentrique, avec une inclinaison de 33,4 degrés et une excentricité de 0,81. Son périhélie se trouve à 1,53 unités astronomiques du Soleil, juste au niveau de l'orbite de Mars ; la comète y est passé le 1er août 2019 et il est prévu qu'elle y repasse vers 2041. Sa période orbitale est d'environ 22 ans, ce qui correspond à un demi-grand axe de 7,9 unités astronomique, entre Jupiter et Saturne. Son aphélie est donc à 14,3 unités astronomiques, entre Saturne et Uranus. La comète croise ainsi les orbites de Jupiter, Saturne et Uranus, et frôle celle de Mars.
Malgré une période orbitale de seulement 22 ans, la comète a reçu le préfixe C/, et non P/ comme il est d'usage, sans explication.